# Sanmenxia
Sanmenxia este un oraș district din provincia Henan situat într-o poziție centrală în China. Suprafața regiunii de adminstrație a orașului se întinde pe o suprafață de 10.475 km² având o populație de 2,2 milioane de locuitori (2003) din care o cincime sunt creștini. Lângă oraș se află Lacul de acumulare Sanmenxia care este așezat pe cursul Fluviului Galben. 